# Günter Meisner
Pour les articles homonymes, voir Meisner.
Günter Meisner est un acteur allemand né le 18 avril 1926 à Brême et mort le 5 décembre 1994 à Berlin.

## Biographie

### Carrière
Notamment vu au cinéma dans de nombreux rôles secondaires d'officiers nazis, il est principalement connu en France pour avoir joué le double rôle d'Hitler et de sa sœur dans le film L'As des as. Il a ensuite interprété le dictateur dans la saga Le Souffle de la guerre et d'autres téléfilms.

### Mort
Il meurt à l'âge de 68 ans, le 5 décembre 1994 à Berlin.

## Filmographie
- 1957 : Le Temps d'aimer et le temps de mourir
- 1957 : Kopf oder Zahl
- 1958 : Hier bin ich – hier bleib ich
- 1958 : Viel Lärm um nichts (film TV)
- 1959 : Babette s'en va-t-en guerre
- 1959 : Aus dem Tagebuch eines Frauenarztes
- 1959 : Les Mutins du Yorik (Das Totenschiff) de Georg Tressler
- 1959 : R.P.Z. appelle Berlin de Ralph Habib
- 1961 : Question 7 de Stuart Rosenberg
- 1961 : Le Miracle du père Malachias (Das Wunder des Malachias) de Bernhard Wicki
- 1962 : Trahison sur commande (le prêtre de la paroisse)
- 1962 : C'est pas toujours du caviar
- 1962 : Échec à la brigade criminelle (Das Testament des Dr. Mabuse)
- 1963 : Interpol contre stupéfiants
- 1963 : Hafenpolizei (Der blaue Brief)
- 1964 : Nebelmörder (de)
- 1965 : Bob Morane de  Robert Vernay
- 1966 : Die Gentlemen bitten zur Kasse (de) (film TV)
- 1966 : Paris brûle-t-il ?
- 1966 : Le Secret du rapport Quiller
- 1966 : Mes funérailles à Berlin
- 1967 : Der Mönch mit der Peitsche
- 1969 : Le Pont de Remagen
- 1970 : Poker - Poker
- 1970 : Hauser's Memory (film TV)
- 1971 : Charlie et la Chocolaterie
- 1971 : Ludwig L
- 1973 : La Cinquième Offensive
- 1973 : Werwölfe
- 1974 : Die Verrohung des Franz Blum
- 1974 : Le Dossier Odessa
- 1974 : Borsalino and Co
- 1975 : La Chair de l'orchidée
- 1975 : Familienglück
- 1975 : Inside Out
- 1976 : Le Voyage des damnés (Voyage of the Damned)
- 1977 : Die Brüder
- 1977 : L'Œuf du serpent
- 1978 : Ces garçons qui venaient du Brésil
- 1979 : La Percée d'Avranches
- 1979 : C'est mon gigolo
- 1979 : Avalanche Express
- 1979 : Ticket of No Return
- 1979 : Ein Kapitel für sich
- 1980 : Gibbi Westgermany
- 1980 : The American Success Company
- 1980 : Das Traumhaus (de)
- 1981 : Winston Churchill: The Wilderness Years (série) : Adolf Hitler
- 1981 : La Nuit de l'évasion
- 1981 : Silas (série)
- 1982 : Zwei Tote im Sender und Don Carlos im Pogl (film TV)
- 1982 : Rom ist in der kleinsten Hütte (série)
- 1982 : Blut und Ehre (série)
- 1982 : L'As des as: Adolf Hitler/Angela Hitler
- 1982 : Der Mann auf der Mauer
- 1983 : Le Souffle de la guerre :Adolf Hitler
- 1983 : Plem, Plem - Die Schule brennt
- 1983 : Le Chamäleon (Série)
- 1984 : Au-dessous du volcan
- 1984 : Der Mord mit der Schere
- 1985 : Drei gegen Drei
- 1986 : Das Geheimnis von Lismore Castle (film TV)
- 1986 : Close Up
- 1987 : Visperas (Série)
- 1987 : Tout est dans la fin
- 1987 : Der elegante Hund (Série)
- 1987 : Prison de cristal (Tras el cristal)
- 1988 : The Case of Mr. Spalt
- 1989 : Magdalene de Monica Teuber : le prieur
- 1989 : Le Saint (Le Projet Omega)
- 1989 : La Fiancée thaïlandaise (Gekauftes Glück)
- 1989 : Roselyne et les Lions
- 1989 : El niño de la luna, d'Agustí Villaronga
- 1990 : Il piccolo popolo (série)
- 1990 : L'Affaire Wallraff (The Man Inside)
- 1991 : Leporella (téléfilm)
- 1993 : Harry & Sunny (série)
- 1993 : Posthuman
- 1993 : Si loin, si proche !
- 1993 : Le Rubis du Caire
- 1993 : Le Joueur de violon
- 1994 : Air Albatros (Série)
- 1994 : Eine Mutter kämpft um ihren Sohn (téléfilm)